# Война Когурё и Ямато
Война Когурё и Ямато была в конце IV — начале V веков между протокорейскими и протояпонским государствами. Когуре попыталось объединить корейский полуостров за счет Силла и Пэкче. Ямато, в свою очередь, попыталось, вмешавшись в конфликт, расширить своё влияние в Корее. Это привело к многолетним войнам на полуострове.

## Предыстория
В середине IV века из-за стремления расширить свою территорию произошел конфликт между Пэкче и Когурё. Первоначально в конфликте побеждало Пэкче: в 369 году войскам Когурё было нанесено поражение. В 371 и в 377 годы войска Пэкче осаждали столицу Когурё Пхёнян.

## Ход
Новый правитель Когурё Квангэтхо перешел в наступление против Пэкче. Ему в 392 и 395 годы удалось захватить множество владений Пэкче (10 приграничных крепостей), южане потеряли 8000 пленных. Когда войска Когурё достигли столицы Пэкче, её король стал вассалом Когурё. Квангэтхо взяв в качестве заложников принца Пэкче и ряд представителей знати, вернулся домой. Еще в 392 году был подписан договор между Когурё и Силла.
В 399 году, Пэкче получив помощь от Каи и Ямато, напало на Силла. Квангэтхо, недовольный нарушением вассальных обязательств со стороны Пэкче, поддержал Силла.
В 400 году он послал войска, которые разгромили войска Ямато.
В 404 и 407 годы Ямато вновь пыталось оказать военную помощь Пэкче и заменить таким образом когурёсское влияние своим. Но войска Ямато оказались разбиты.

## Последствия

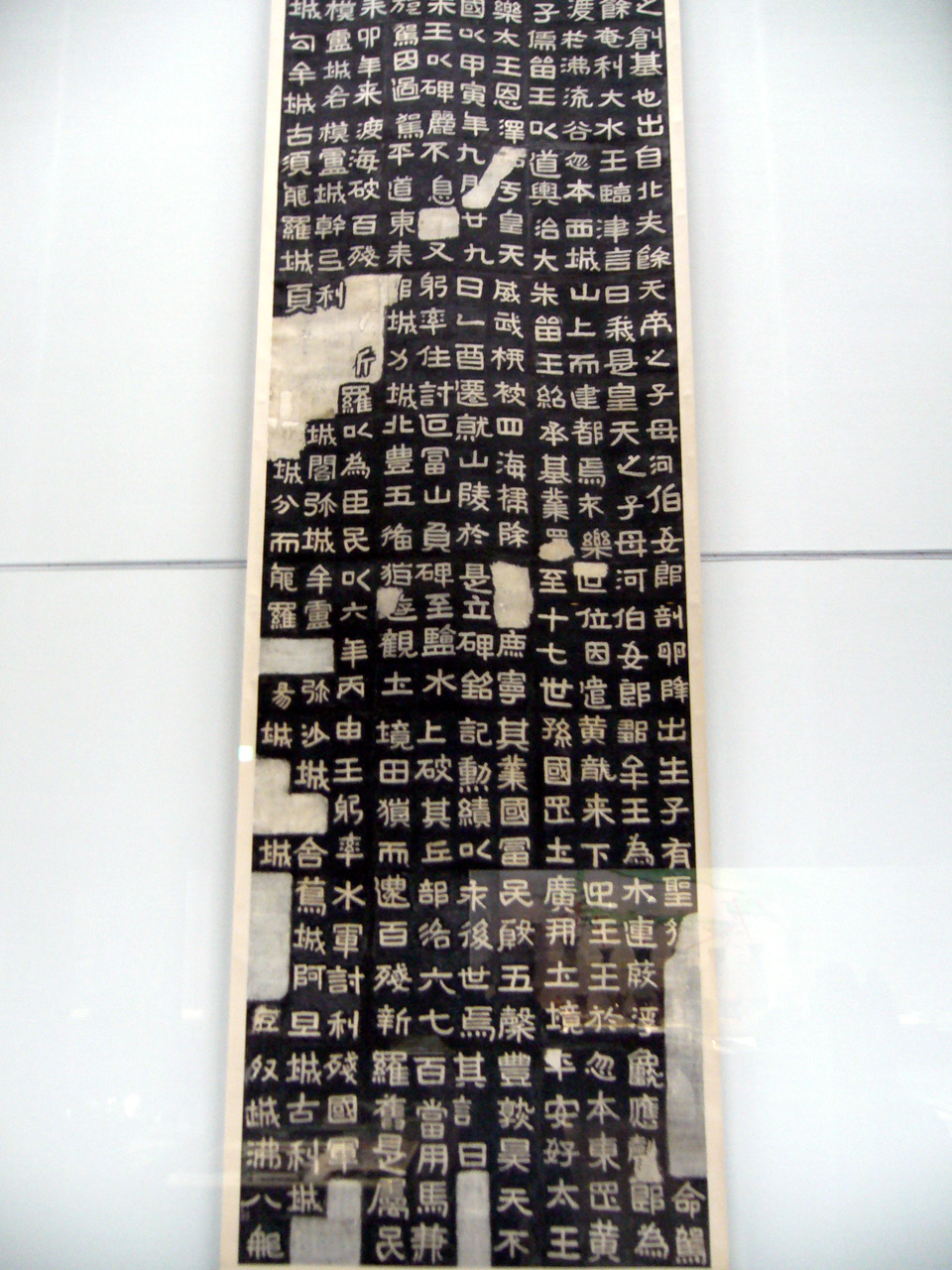
Стела Квангэтхо

В 414 году победы над Ямато были упомянуты на погребальной стеле Квангэтхо.
В середине V века Пэкче и Силла объединятся против Когурё. А после объединения Силлой Кореи Ямато потеряет в 562 году Минман.